# Goodhope (Botswana)
Goodhope (dt.: „Gute Hoffnung“) ist ein Dorf im Southern District von Botswana. Es ist das Verwaltungszentrum für das Goodhope District Council. 2011 wurden 5777 Einwohner gezählt, 2022 waren es 6362 Einwohner.

## Geographie
Goodhope liegt im Süden des Landes, zusammen mit Mogwalale zwischen den Fernstraßen B 202 und A 1, die sich im Süden bei Ramatlabama, kurz vor der südafrikanischen Grenze vereinigen. Die nächstgelegenen Orte im Westen sind Ramah, Metlojane und im Osten Pitsane. Der Ort liegt ca. 48 km südwestlich von Lobatse, der nächstgelegenen Stadt mit Banken, Einkaufsmöglichkeiten und anderen Einrichtungen. Die Hauptstadt Gaborone ist ca. 115 km entfernt.
Goodhope hat ein einfaches Krankenhaug, ein Land Board (Rolong Land Board), eine Grundschule, eine Junior Secondary School, eine Weiterführende Schule und eine Polizeistation.

## Verwaltung
Goodhope steht unter der Verwaltung der Goodhope-Mabule Constituency. Der Abgeordnete in der Nationalversammlung ist derzeit MP Eric Molale.